# I pirati di Venere
I pirati di Venere (Pirates of Venus) è un romanzo fantastico-fantascientifico scritto da Edgar Rice Burroughs e pubblicato nel 1934. È il primo capitolo della serie detta Ciclo di Venere.
Il romanzo è ambientato su una versione immaginaria del pianeta Venere chiamato Amtor che ha delle somiglianze con Barsoom, la versione romanzata sempre di Burroughs del pianeta Marte.

## Trama
Il primo capitolo si apre con la sequenza di inquadratura obbligatoria, dove Burroughs spiega come è arrivato a conoscere la storia.

## Seguiti
Il romanzo ha 8 seguiti, il primo fu del 1935 e l'ultimo del 1964:
- Perduti su Venere (Lost on Venus, 1935)
- Carson di Venere (Carson of Venus, 1939)
- Odissea su Venere (Escape on Venus, 1946) (raccolta)
  - Gli schiavi degli uomini-pesce (Slaves of the Fish-Men, 1941)
  - La dea di fuoco (Goddess of Fire, 1941)
  - Il morto vivente (The Living Dead, 1941)
  - Guerra su Venere (War on Venus, 1942)
- Il mago di Venere (The Wizard of Venus, 1964)